# إدي ميلر (كاتب أغاني)
إدي ميلر (بالإنجليزية: Eddie Miller)‏ هو كاتب أغاني أمريكي، ولد في 1919، وتوفي في 1977.

## وصلات خارجية
- إدي ميلر على موقع ميوزك برينز (الإنجليزية)
- إدي ميلر على موقع إن إن دي بي (الإنجليزية)
- إدي ميلر على موقع ديسكوغز (الإنجليزية)